# スポーツカー

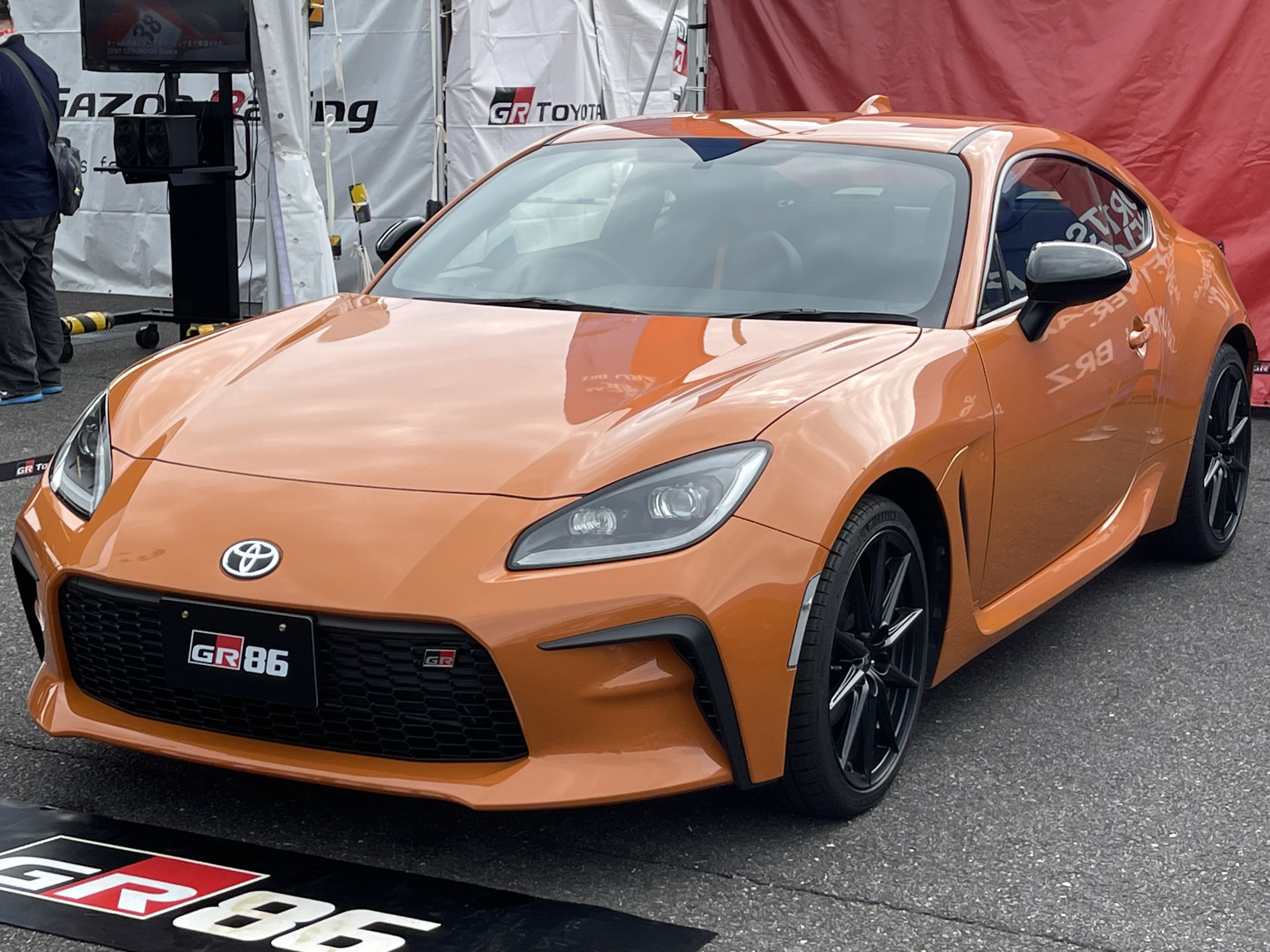
トヨタ・GR86

スポーツカー（sports car）とは自動車のカテゴリのひとつであり、実用として移動手段や物を輸送することよりも「スポーツドライビングを楽しむ」ことに重点を置いて設計・開発された自動車のことであり、日常の足としてのみならず、ドライビングを楽しむための車のことである。

## 概要
広義には特定のボディ形状に定まっていないが、伝統的にはスポーツタイプの2ドア・2シーター車がスポーツカーとして語られることが多い。ライトウェイトスポーツはその代表格で、主に高速走行時の運動性能に優れている。一方でスポーツカーと呼ぶに足る性能とスタイルを持っていても、運動性よりも快適性や乗り心地重視の設計である場合は「グランドツアラー」、スポーツカーとしての性能が足らずスタイルで雰囲気を演出するに留まる自動車に関しては「スポーティーカー」、「スペシャリティカー」などと呼ばれ区別されることがある。
乗用4ドアセダンやほぼハッチバック中心のコンパクトカーでも、実用性より走行性能を重視していたり、モータースポーツでの仕様を前提としたグレードはスポーツカーに含む場合がある（この場合「スポーツセダン」や「ホットハッチ」とも呼ばれる）。
こうした区別の基準に関して明確な決まりは存在せず、基本的には個人の好みや自動車メーカーの裁量に委ねられていると言える。そしてそれゆえに、自動車ファンの間でのスポーツカーの定義についての議論は絶えることがない。
フォード・マスタングのように、オプションにより外見重視のスポーティーカー仕様から、本格的なレース仕様まで1車種でカバーするモデルも存在する。
特に排ガス規制や安全基準の厳格化により開発費が高騰している現代は、多くの売り上げが望めない割に開発費が多くかかる、伝統的な2ドアのスポーツカーを開発するのが難しくなってきている。そのためスポーツカーの定義は広がる傾向にあり、専用チューニングしたミニバンやクロスオーバーSUVなども、自動車メーカーやジャーナリストがスポーツカーと呼称したり、「まるでスポーツカーのようだ」などと形容するケースもある。しかし古い時代の過激なスポーツカーを知る保守的なマニアの中には、上述のような様々な縛りの中で開発されている現代のスポーツカーは物足りず、時代背景と価格設定を考えれば充分スポーツカーたり得そうな性能の2ドアクーペでも「これはスポーティーカーであってスポーツカーではない」と批判する者は跡を絶たない。
より極端に定義を広げた意見になると「軽ボンネットバンはともかく、軽トラックでさえモータースポーツに用いられるのだから、スポーツカーだと思えばなんでもスポーツカーだ」、逆に狭めた意見だと「あらゆる実用性を排して徹底的にタイムを追求したクーペだけしかスポーツカーとは呼ばない」とするものもある。一応「スポーツカーは乗用車の終わるところで始まり、レーシングカーの始まるところで終わる」という一見それらしい格言もあるが、この場合の「乗用車」とはなんなのかに関しては議論の余地がある。
なお日本においては何故か軽自動車だけが個々の車両のキャラクターを無視してサイズ(規格)のみで縛られるという乱暴な状況がままあるため、ホンダ・S660、スズキ・アルト ワークス/ターボRS、ダイハツ・コペン/トヨタ・コペンGR SPORT等の軽スポーツカー/ホットハッチ(のみならず本来軽トールワゴン、軽ボンネットバン、軽トラックと言った細分化が必要な状況)の統計データがないことがある。。
オフロードのスポーツドライビング向けに開発されたラダーフレーム構造＋四輪駆動の車種は、スポーツカーではなくクロスカントリー車（クロカン）の括りに入る。またSUVの正式名称は「Sport Utility Vehicle」（スポーツ用多目的車）であるが、この場合はハンティングやアウトドアアクティビティなどのスポーツを快適に行うための車であり、スポーツドライビングを行うスポーツカーとは区別されている。

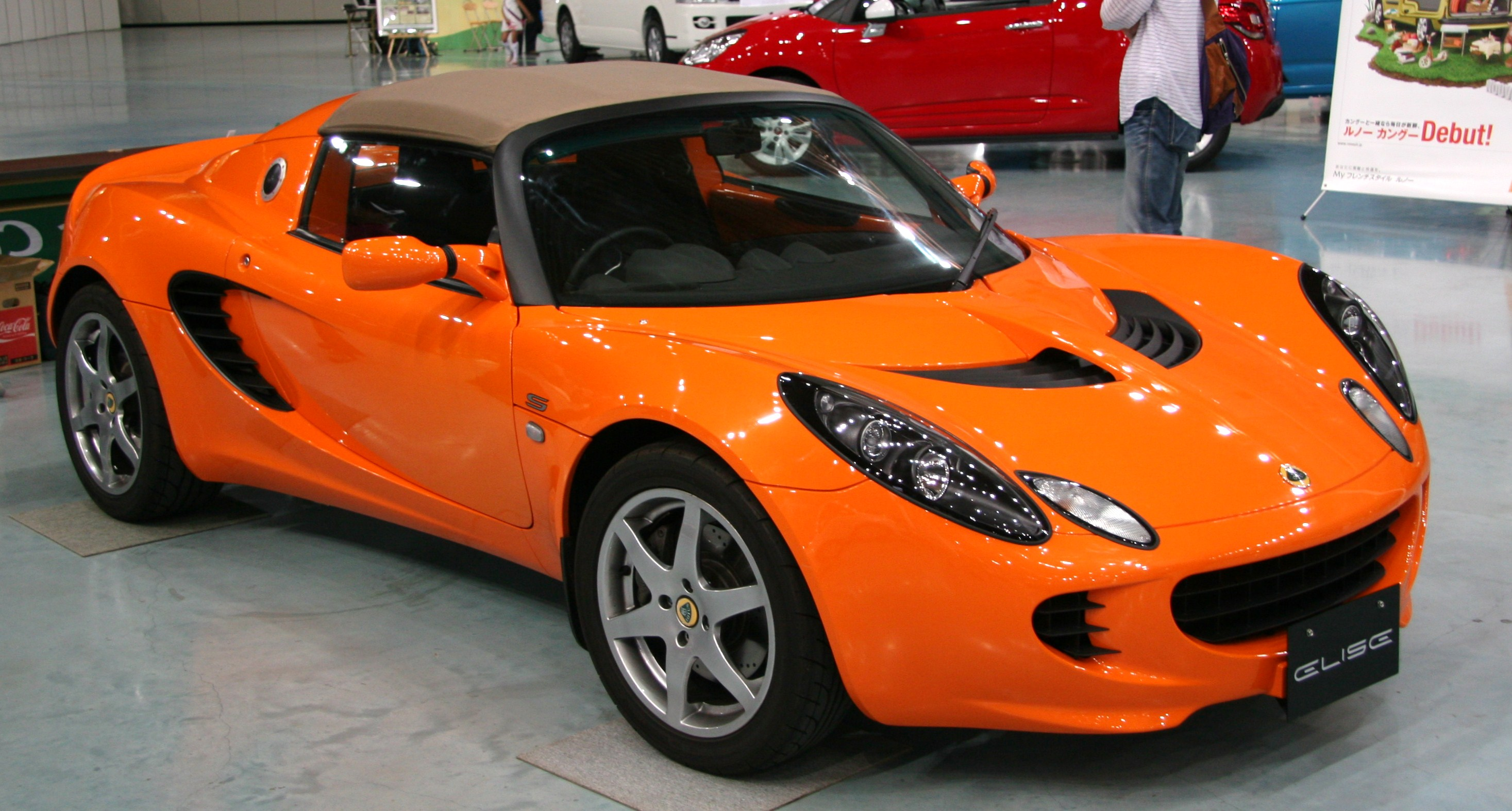
純粋なスポーツカー ロータス・エリーゼ
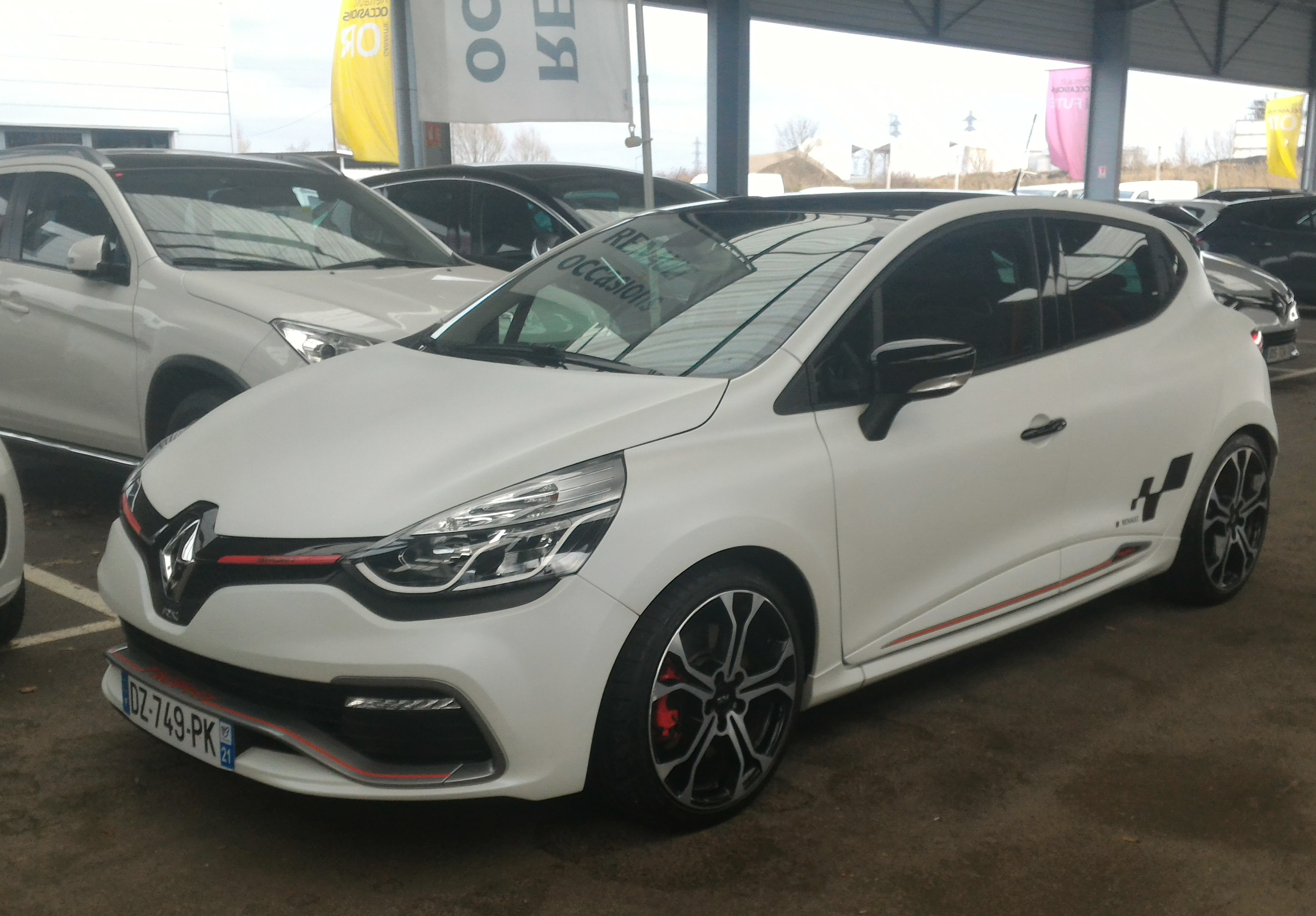
ホットハッチのルノー・ルーテシア RSトロフィー
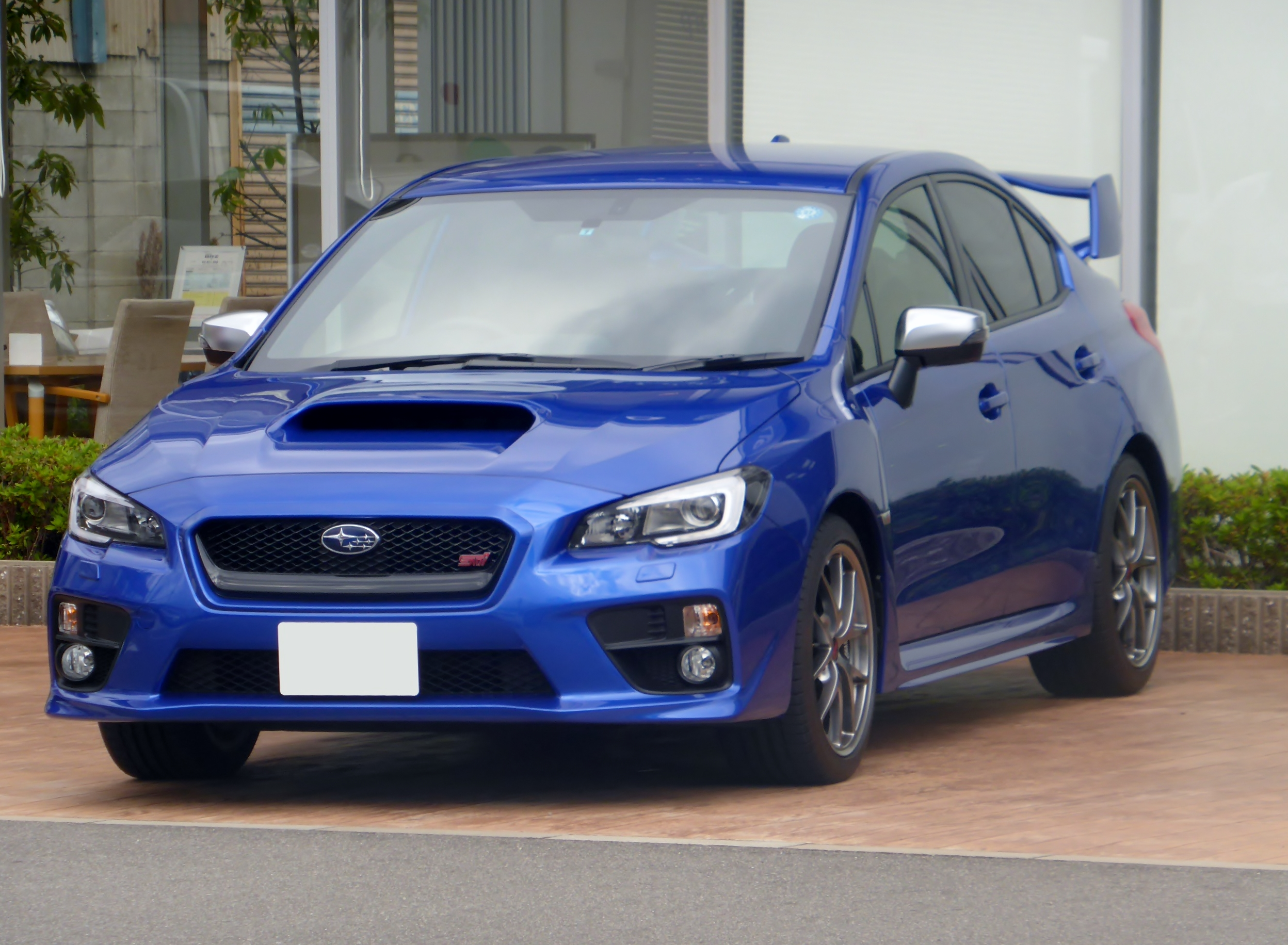
スポーツセダンのスバル・WRX STI
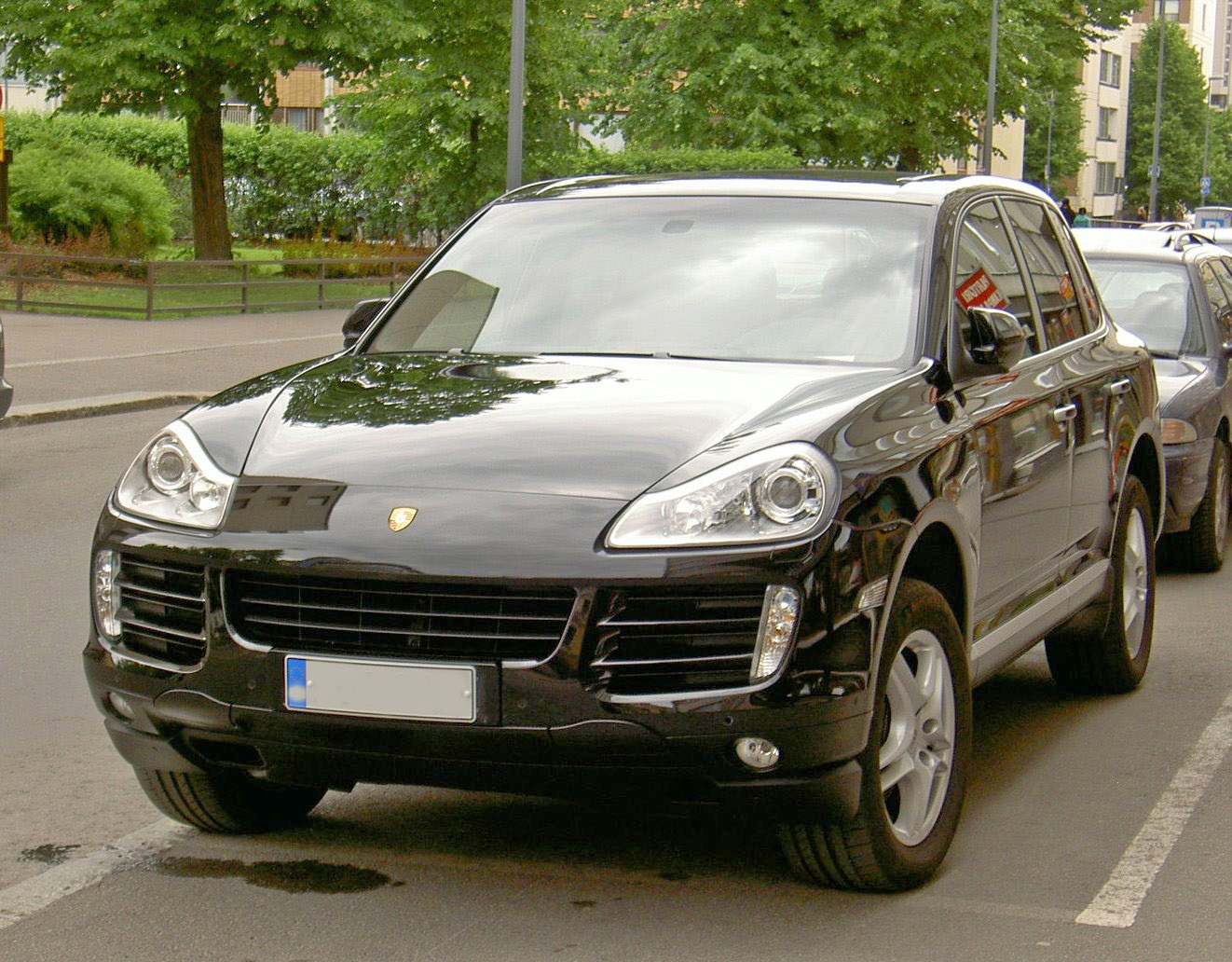
SUVスポーツのポルシェ・カイエン
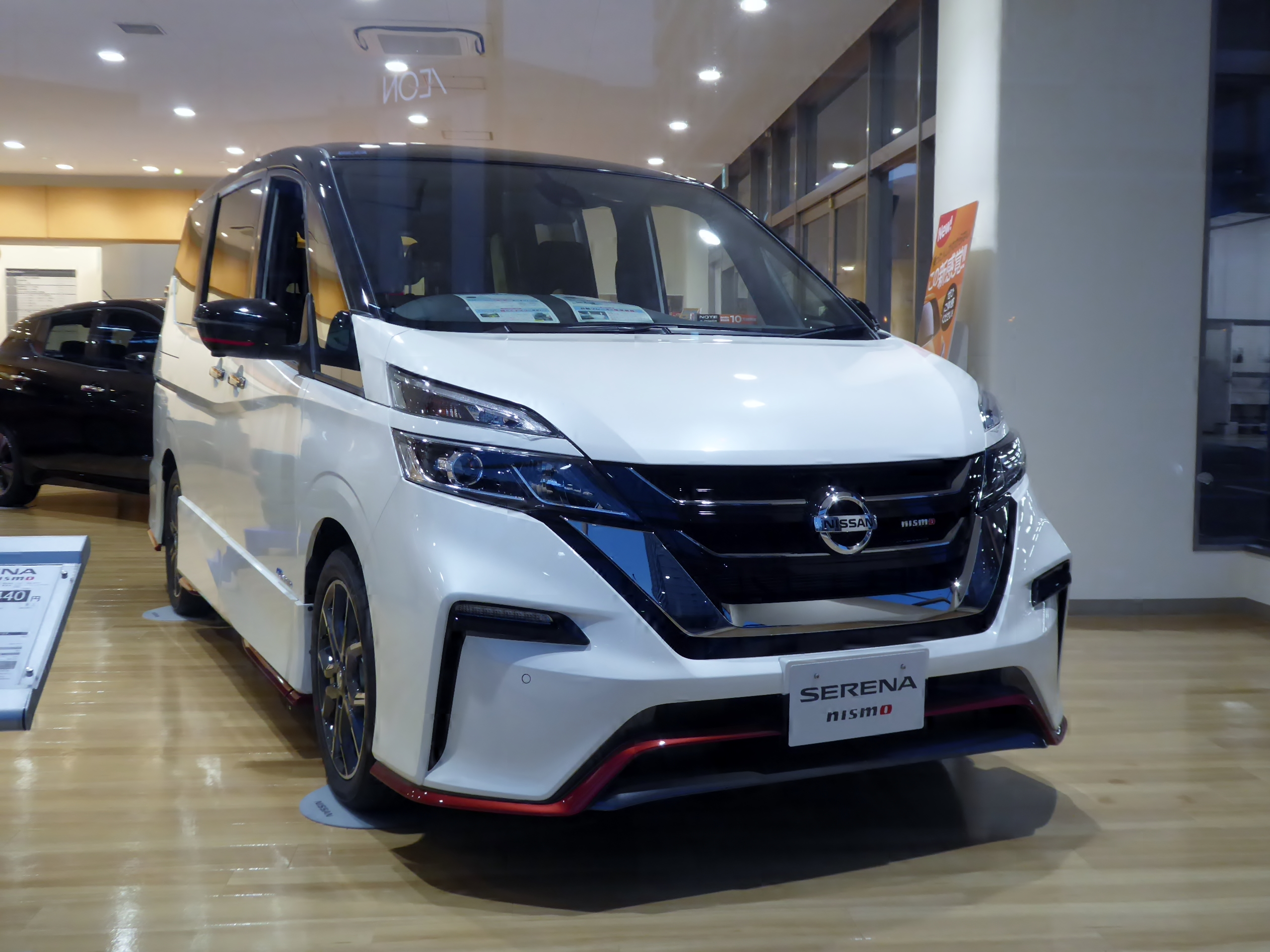
スポーツブランドのNISMOがチューニングした日産・セレナNISMO

## 歴史
スポーツカーは自動車のカテゴリ中、最も古いものの一つである。1913年のイスパノ・スイザ3.5 L車は、世界で初めてスポーツカーと呼ばれた車とされる。同時期のスポーツカーとして、ブガッティ・タイプ13やボクスホール・プリンスヘンリーがある。
自動車競技の創成期には競技用車両の事を「スポーツカー（sports car）」と呼ぶことがあったが、実際はレース専用車もスポーツカーも明確な区分けがまだなされていない状況にあった。この頃のレーシングモデルのほとんどは屋根がなく、またボディからタイヤが飛び出しているオープンホイールと呼ばれるデザインであったが、後にタイヤをボディと一体のフェンダーでカバーする形式が登場する。オープンホイールタイプのレースカテゴリは「グランプリ」（後のF1）をはじめとして既に確立されており、これらと区別する目的でオープンホイール以外の競技車両を「スポーツカー」と呼び始めた。
当初は、（特に長距離の）自動車競技そのものが公道で行われることが多く、その後各地に専用サーキットが建設されて以降も、競技用車両がサーキットまで一般公道を自走してそのまま競技に参加することが普通に行われていたので、スポーツカーと競技車両の区別は必要なかった（できなかった）。その後、自動車の高性能・高速化により、自動車競技の高度化と一般車を対象とした保安基準の厳格化が進み、競技用車両と一般車の構造の乖離が大きくなって行った。しだいに競技用車両のほうは「レーシングカー（racing car）」「レースカー（race car）」「レーサー（racer）」などと呼んで区別するようになる。競技車両との差が明確になるにつれ、競技車両への応用を前提とした量産車をスポーツカーと称するように変化していったが、さらに時代が下がりレーシングカーの特殊化が進むにつれ、スポーツカーとレーシングカーの共通点は少なくなっていった。
これら経緯からモータースポーツにおけるスポーツカーとはレース用に製造される2座席車両を指し、一般的にスポーツカーとされる公道運用を目的とした2座席乗用車は、モータースポーツにおいてはグランドツーリング（GT）カーとされる。フェラーリ・BBなど多くのフェラーリ乗用車がGTを名乗るのはこのためである。またそれに対し、フェラーリ車でスポーツカーを意味する"S"を名乗る125S、159S、512Sなどはスポーツカーレース用に製造された競技用車である。
※モータースポーツにおける「スポーツカー」の定義については、「スポーツカー (モータースポーツ)」を参照。
現在は運動性能を重視した車のうち、「スポーツカー」は公道で走ることを主な目的として設計されている車、「レーシングカー」はサーキットで行われる自動車競技で使われる車を指す。

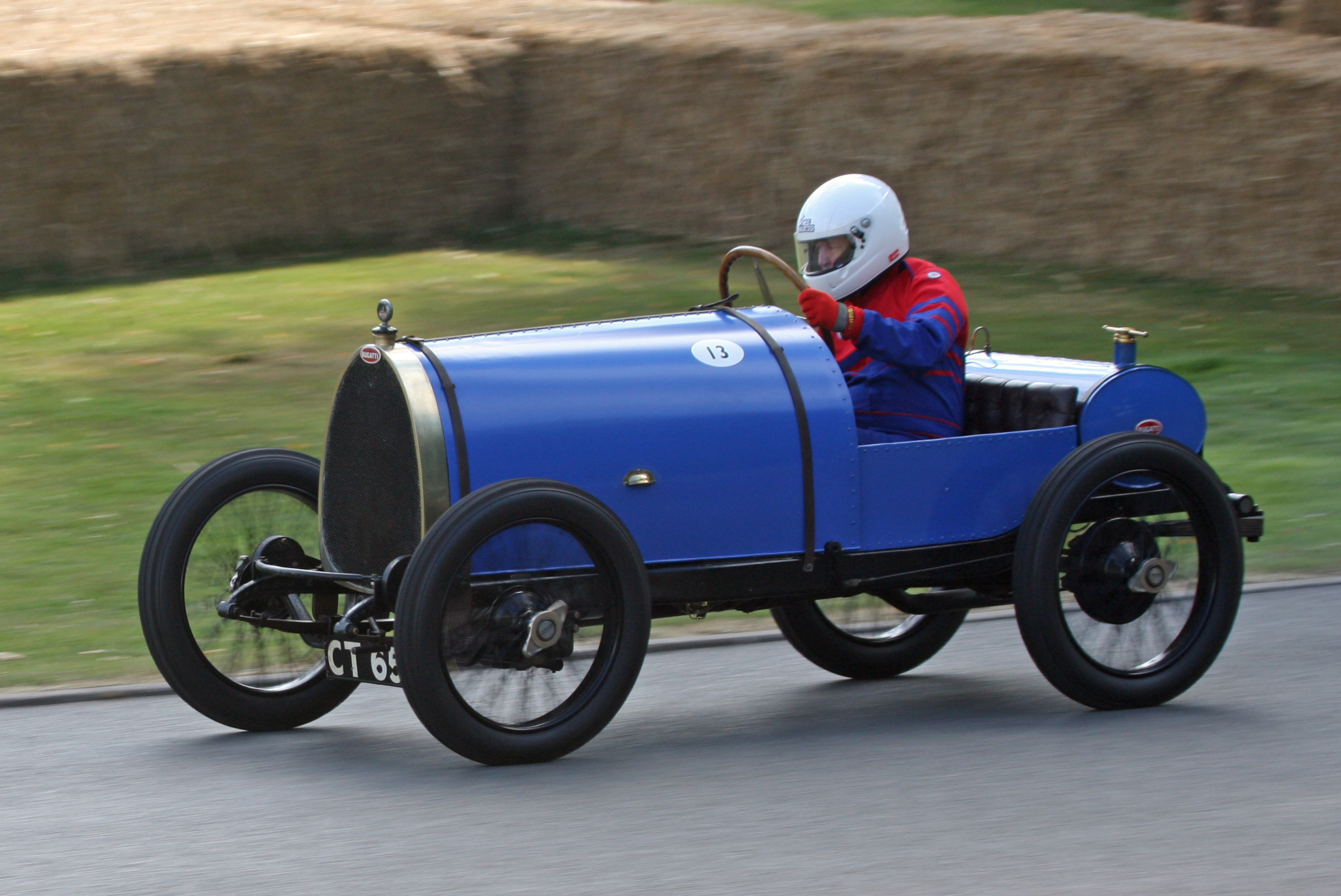
ブガッティ・タイプ13 （1923年)
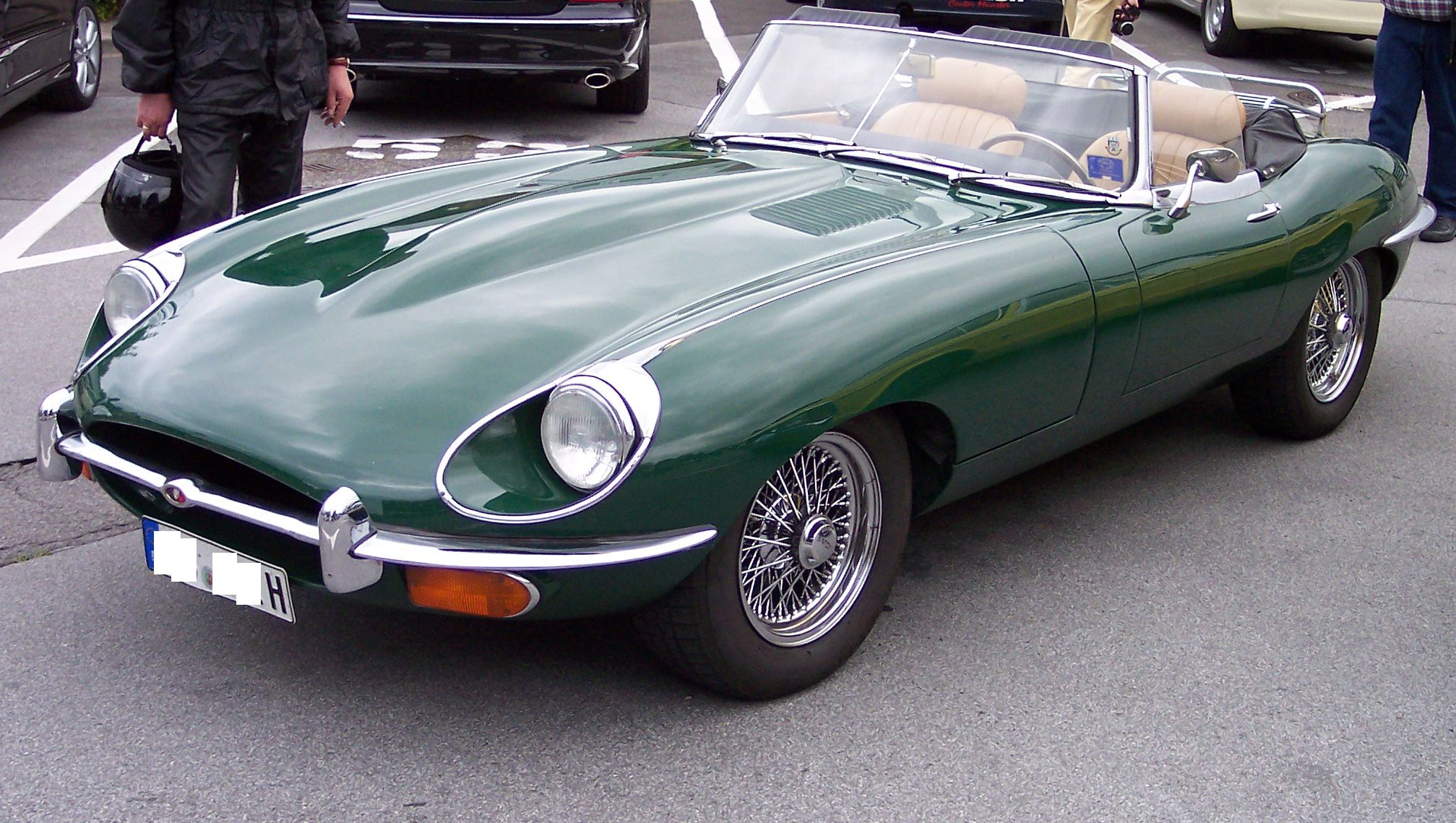
ジャガー・Eタイプ4.2
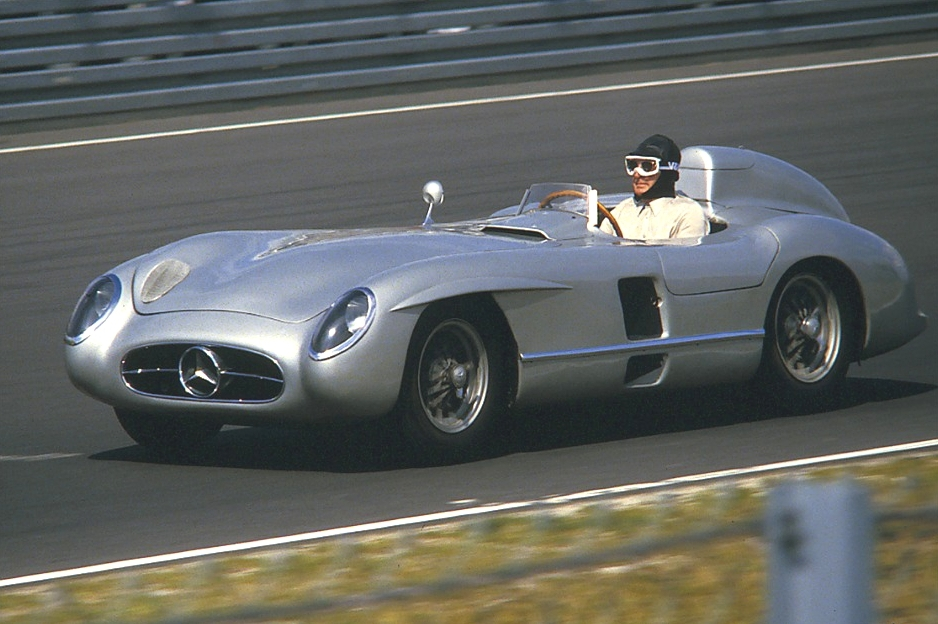
メルセデス・ベンツ・300SLR
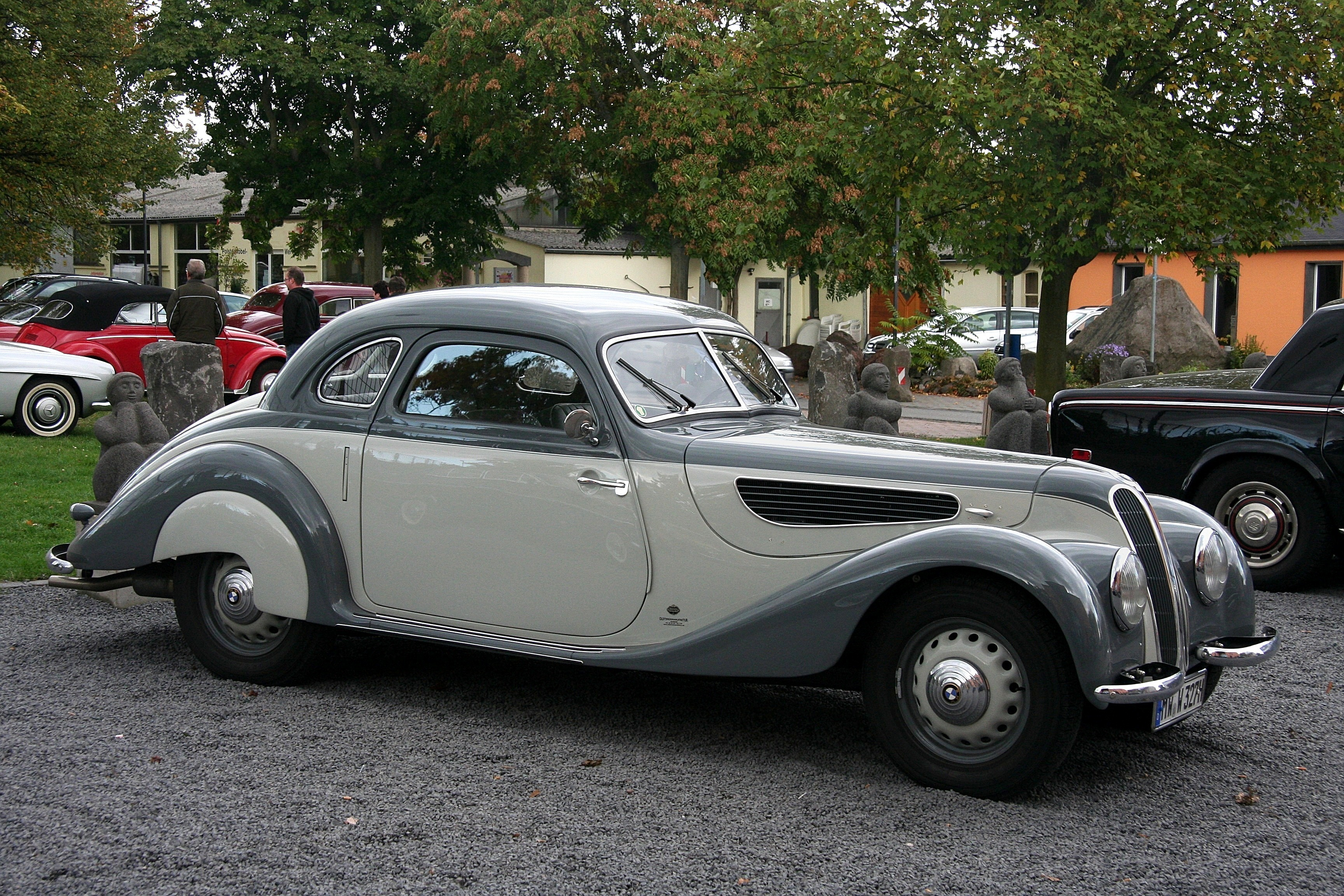
BMW・327

## 日本におけるスポーツカー
第二次世界大戦後の日本ではオート三輪やトラックといった実用的な自動車を主に製造していたが、高度経済成長期の1960年代になると消費者にも嗜好性が生まれ始め、ホンダ・S500、トヨタ・2000GT、マツダ・コスモスポーツ、日産・フェアレディZなど、国内の各自動車メーカーから本格的なスポーツカーが登場するに至った。
1970年代にはオイルショックや排出ガス規制の強化によってスポーツカーは減少したものの、1980年代にはバブル景気の波に乗って多くのスポーツカーが登場し、当時の若者が好んで購入する車となった。
しかし、1990年代に入るとバブル崩壊後の景気の冷え込みや京都議定書などを筆頭にした環境意識の変化によって、趣味性を重視した乗用車は軒並み販売不振に陥った。また、平成12年排出ガス規制の適用によって、これをクリアできずに生産終了となったスポーツカーも多く、厳しい環境に追いやられることとなった。
以来、2020年代の現在に至るまで、日本製スポーツカーの系譜は完全に消滅こそしていないものの、販売面では富裕層向けのクーペ型乗用車ほどではないにしろ、セダン型乗用車や趣味・嗜好性を優先したピックアップトラックより更に冷遇されるなど、スポーツカーにとっては不遇の時代を迎えている。
一方で1980～2000年代に一斉を風靡した車両に関しては中古車価格の高騰も見られる。特にかねてよりチューニングカーベースとして人気があった車種は蓄積されたノウハウの存在や適性による根強い需要、自然劣化やエコカー補助金などによる絶対数の減少、更にはいわゆる｢25年ルール｣に代表される海外への流出、各種部品の絶版による維持コストの増加、くわえて一部の車種においては作品の影響による神格化(AE86(頭文字D)、BNR34(ワイルド・スピードX2)など)も重なりRB26世代のGT-Rを筆頭に価格が青天井な状況になる車種も見られるケースも少なくない。

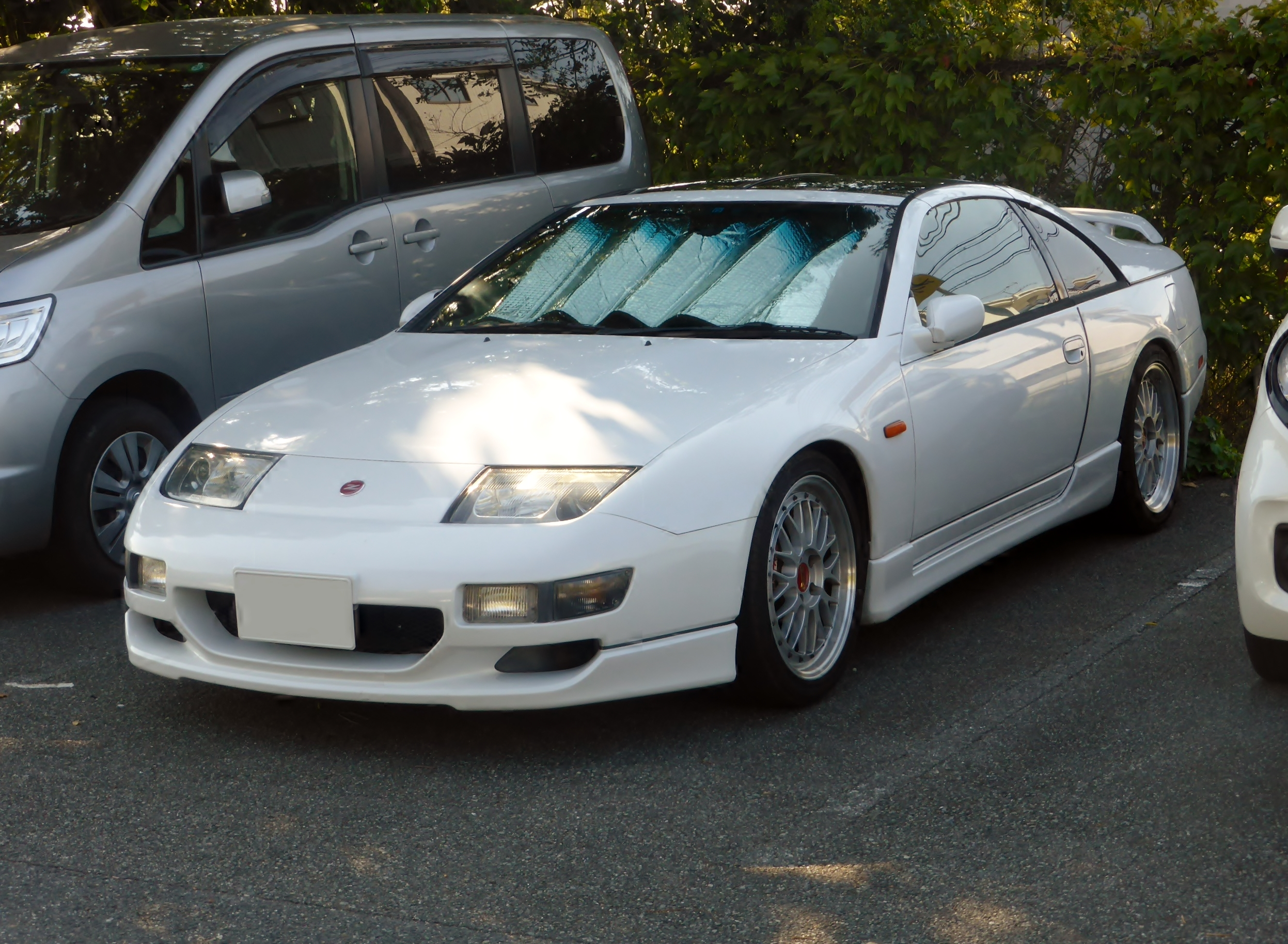
日産・フェアレディZ
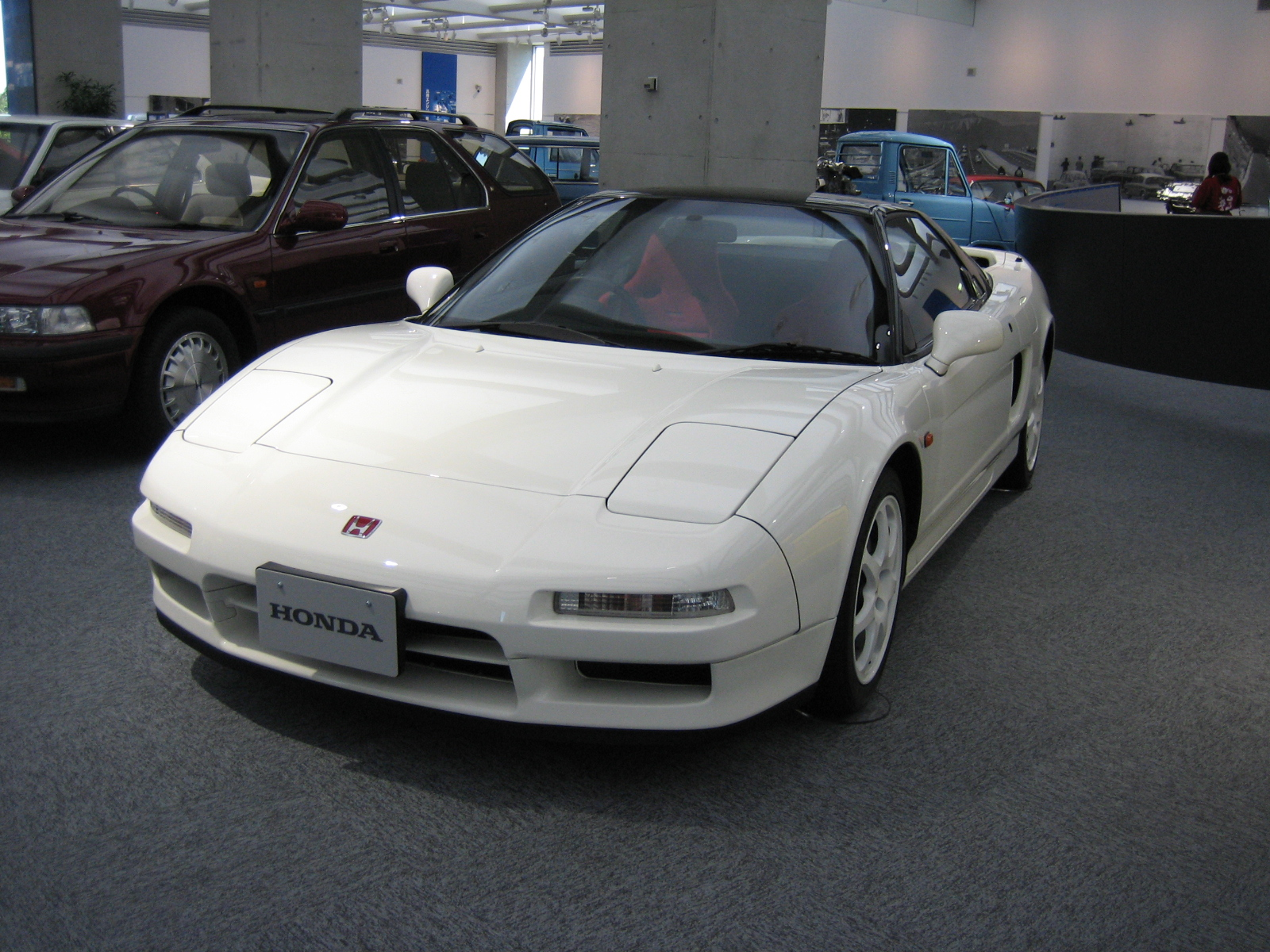
ホンダ・NSX タイプR
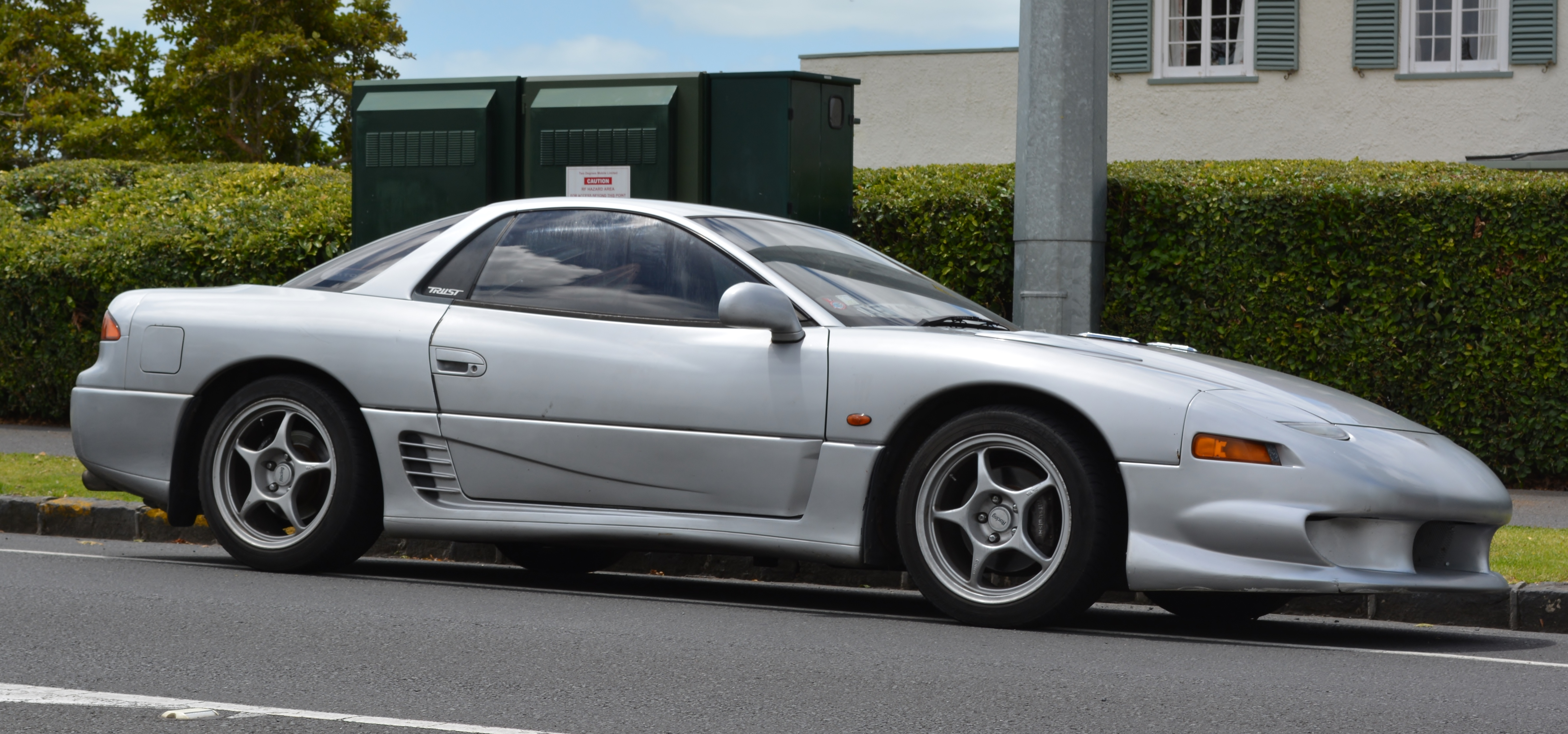
三菱・GTO
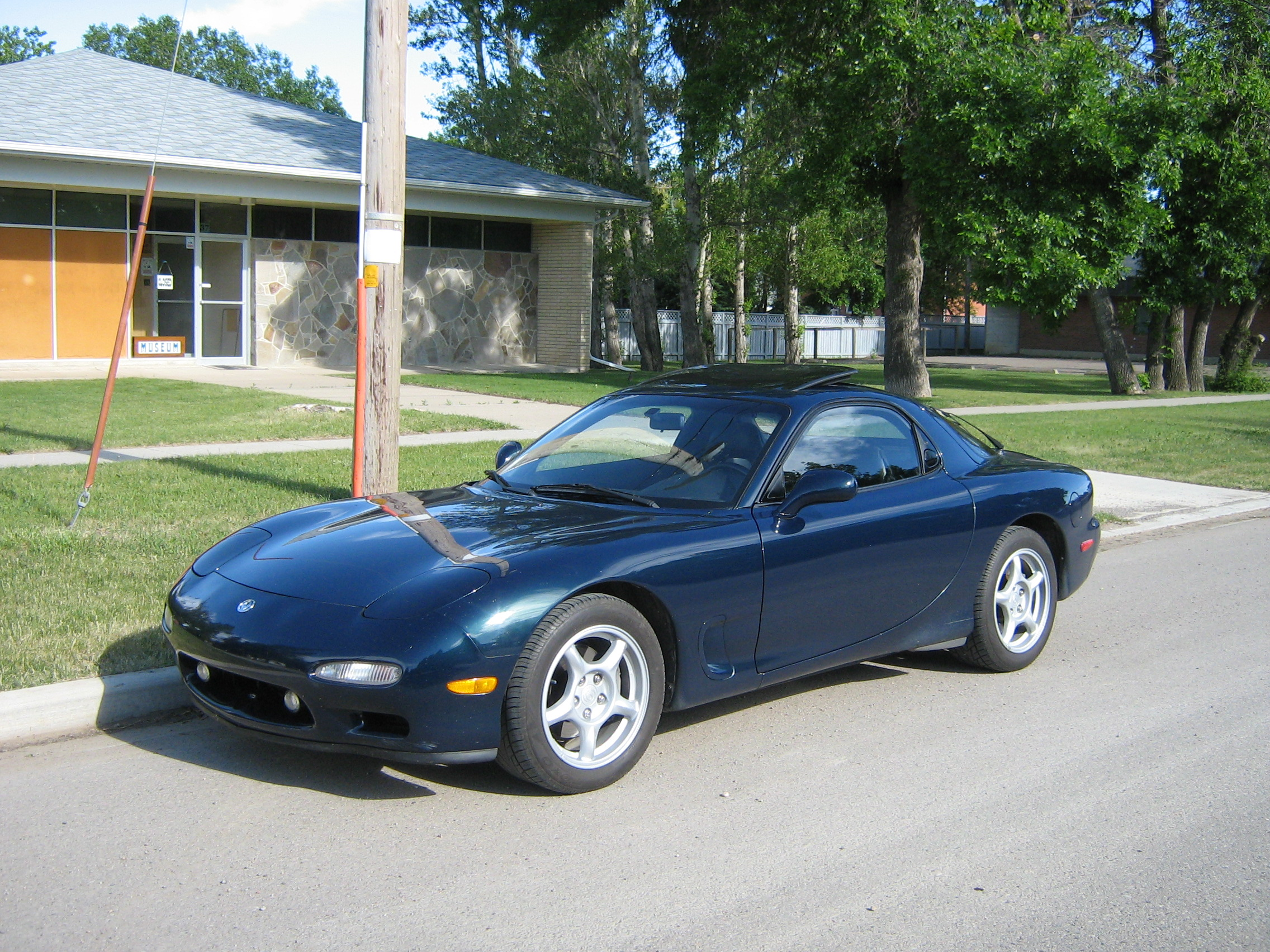
マツダ・RX-7

## スポーツカーを専門的に製造するメーカー及びブランド

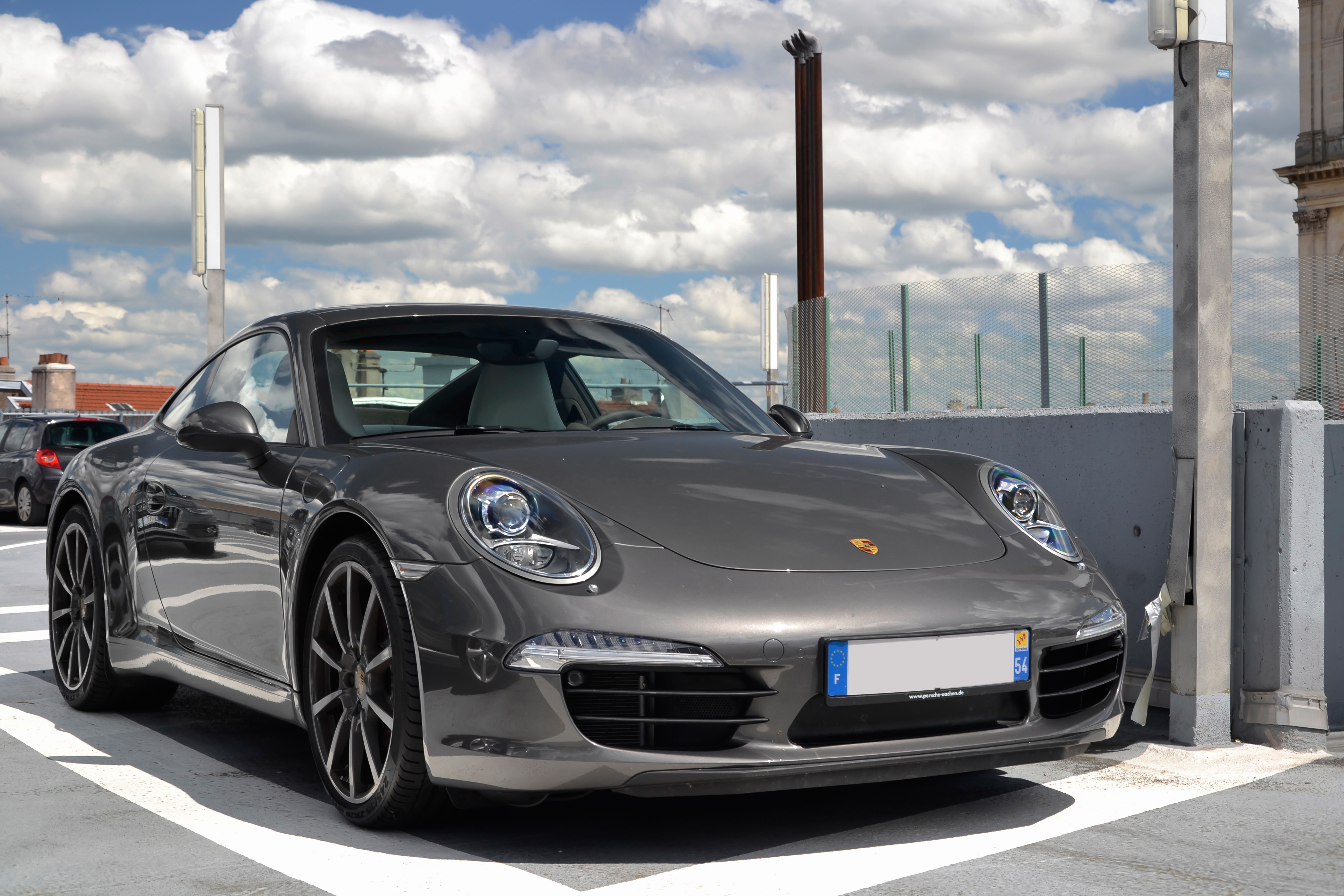
ポルシェ・911。リアに水平対向エンジンを搭載するクーペ。

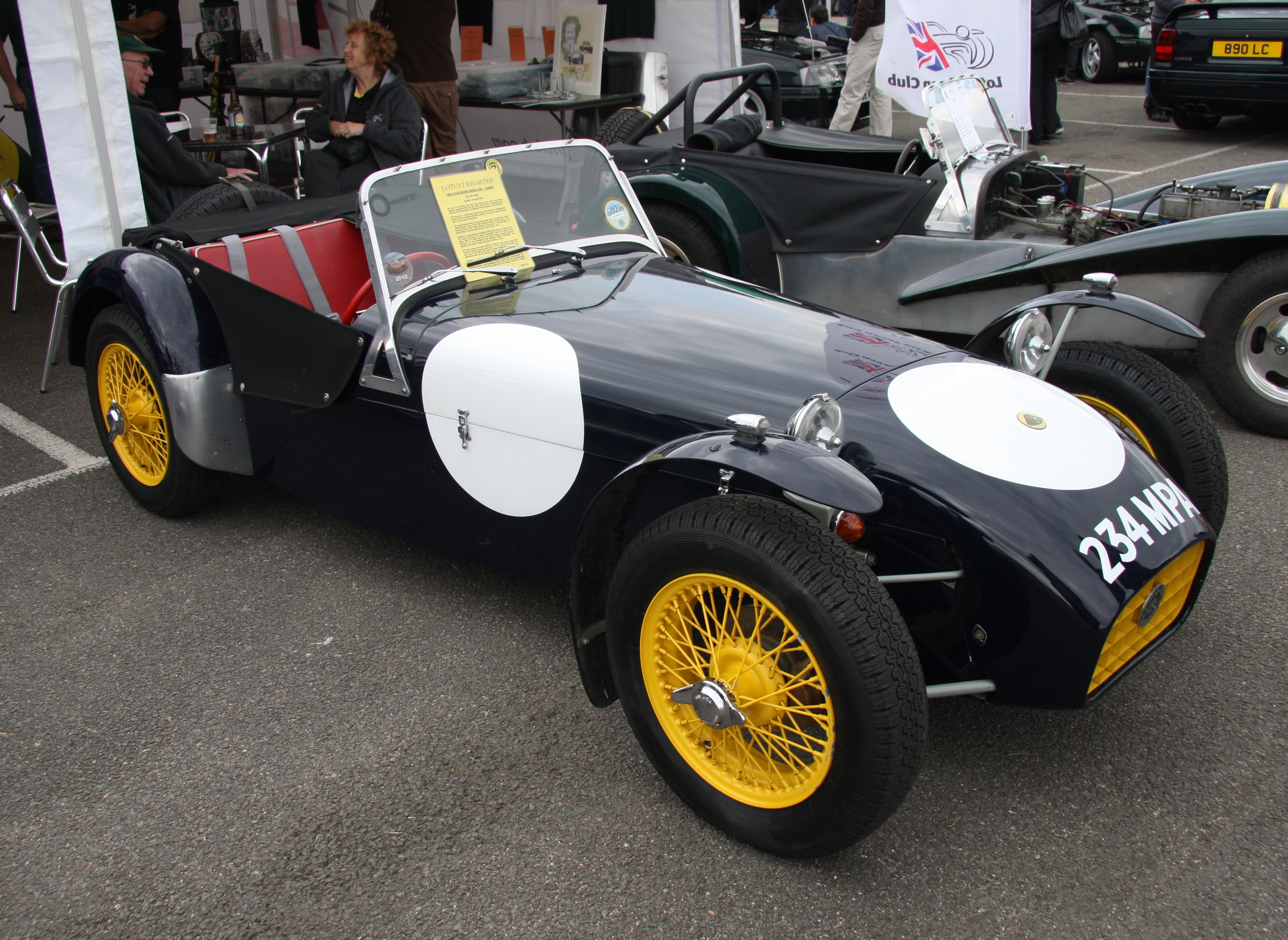
ロータス・セブン

### 伝統的な2ドアのスポーツカーのみを製造するメーカー及びブランド
- TVR
- フェラーリ
- ヴェンチュリー
- マクラーレン
- ブガッティ（Bugatti）
- ロータス・カーズ（Lotus）
- YES!
- ヴィーズマン
- モーガン（Morgan）
- パガーニ・アウトモビリ
- プロト（Proto）
- ケーニグセグ
- サリーン（Sallen）
- デ・トマソ
- ノーブル
- ADトラモンターナ
- ラディカル
- ジネッタ

### 2ドア以外のスポーツカーも製造するメーカー・ブランド
- ポルシェ
- ランボルギーニ
- アストンマーティン
- GR (トヨタ自動車)
- スバルテクニカインターナショナル(STI)
- nismo(日産モータースポーツ&カスタマイズ、旧ニッサン・モータースポーツ・インターナショナル)
- N (ヒョンデ)